# Järntjärnen, Lappland
Järntjärnen är en sjö i Arvidsjaurs kommun i Lappland och ingår i Byskeälvens huvudavrinningsområde. Järntjärnen ligger i Byskeälven Natura 2000-område.